# Ridin’ Dirty
Ridin' Dirty – trzeci studyjny album amerykańskiego zespołu UGK. Został wydany 29 lipca, 1996 roku.

## Lista utworów
| Nr | Tytuł                | Producent(ci)                  | Wykonawcy                                    | Sample                                                              |
| -- | -------------------- | ------------------------------ | -------------------------------------------- | ------------------------------------------------------------------- |
| 1  | "Intro"              |                                | Smoke D                                      |                                                                     |
| 2  | "One Day"            | Pimp C, N.O. Joe, Mr. 3-2      | Bun B, Pimp C, Mr. 3-2, Ronnie Spencer       |                                                                     |
| 3  | "Murder"             | Pimp C, N.O. Joe               | Bun B, Pimp C                                |                                                                     |
| 4  | "Pinky Ring"         | Pimp C, N.O. Joe               | Bun B, Pimp C, Kristi Floyd                  | Samples "Futureshock" - Curtis Mayfield                             |
| 5  | "Diamonds & Wood"    | Pimp C, N.O. Joe, Tony Smalios | Bun B, Pimp C, Reginald Hackett              | Samples "Munchies for Your Love" - Bootsy Collins                   |
| 6  | "3 In The Mornin'"   | Pimp C, N.O. Joe               | Bun B, Big Smokin Mitch, Pimp C              |                                                                     |
| 7  | "Touched"            | Pimp C, Mike Harris, N.O. Joe  | Bun B, Pimp C, Mr. 3-2, Funkafangus (gitara) |                                                                     |
| 8  | "Fuck My Car"        | Pimp C, N.O. Joe               | Bun B, Pimp C                                |                                                                     |
| 9  | "That's Why I Carry" | Pimp C, N.O. Joe               | Bun B, Pimp C, Funkafangus (gitara)          |                                                                     |
| 10 | "Hi-Life"            | Pimp C, N.O. Joe, Dawn Jo      | Bun B, Pimp C, N.O. Joe                      |                                                                     |
| 11 | "Good Stuff"         | Pimp C, Sergio, N.O. Joe       | Bun B, Pimp C, Reginald Hackett              | Samples "Backstrokin" - The Fatback Band                            |
| 12 | "Ridin' Dirty"       | Pimp C, N.O. Joe               | Bun B, Pimp C                                | Samples "Mister Mellow" - Maynard Ferguson "Angel" - Wes Montgomery |
| 13 | "Outro"              | Pimp C                         | Bun B, Pimp C                                |                                                                     |

## Notowania
| Notowanie (1996)                      | Pozycja |
| ------------------------------------- | ------- |
| U.S. Billboard 200                    | 15      |
| U.S. Billboard Top R&B/Hip-Hop Albums | 2       |